# Urtica urens
L'ortica annua o ortica minore (Urtica urens L., 1753) è una pianta erbacea annuale appartenente alla famiglia Urticaceae, nativa dell'Eurasia e del Nord Africa.
Come l'ortica comune, la pianta possiede dei peli che, quando toccati, rilasciano una sostanza irritante per la pelle.

## Descrizione
L'ortica annua è una pianta erbacea annuale, monoica, alta tra i 10 e i 60 cm.
Le foglie sono di colore verde chiaro, ovali, opposte e seghettate, densamente provvisti di peli urticanti su entrambi i lati. I fiori sono piccoli, unisessuali, verdi giallognoli, riuniti in infiorescenza a spiga pendula, ascellari e bisessuali. Il periodo di fioritura è da maggio ad ottobre.

## Distribuzione e habitat
Questa specie è diffusa in Eurasia e Nord Africa. In Italia è comune sull'arco alpino, soprattutto nei pressi degli alpeggi in prossimità dei cumuli di letame, dove la presenza di azoto è abbondante. È stata introdotta in alcune zone del Nord America, dell'Australia e della Nuova Zelanda.

## Usi
L'ortica annua condivide le proprietà medicinali di Urtica dioica.